# Підгородненський заказник
Підгородненський — лісовий заказник місцевого значення. Об'єкт розташований на території Любомльського району Волинської області, ДП «Любомльське ЛМГ», Любомльське лісництво, квартал 8, виділи 11, 15, 20 між селами Скиби та Підгородне.
Площа — 19,1 га, статус отриманий у 1993 році.
Охороняється ділянка еталонних насаджень дуба звичайного (Quercus robur) віком понад 160 років. У підліску зростають ліщина звичайна (Corylus avellana), крушина ламка (Frangula alnus), у трав'яному покриві - ягідники, лікарські, квіткові рослини. 
У заказнику мешкають свиня дика (Sus scrofa), сарна європейська (Capreolus capreolus), куниця лісова (Martes martes), вивірка звичайна (Sciurus vulgaris), заєць сірий (Lepus europaeus) та інші види тварин, багато видів співочих птахів.

## Галерея

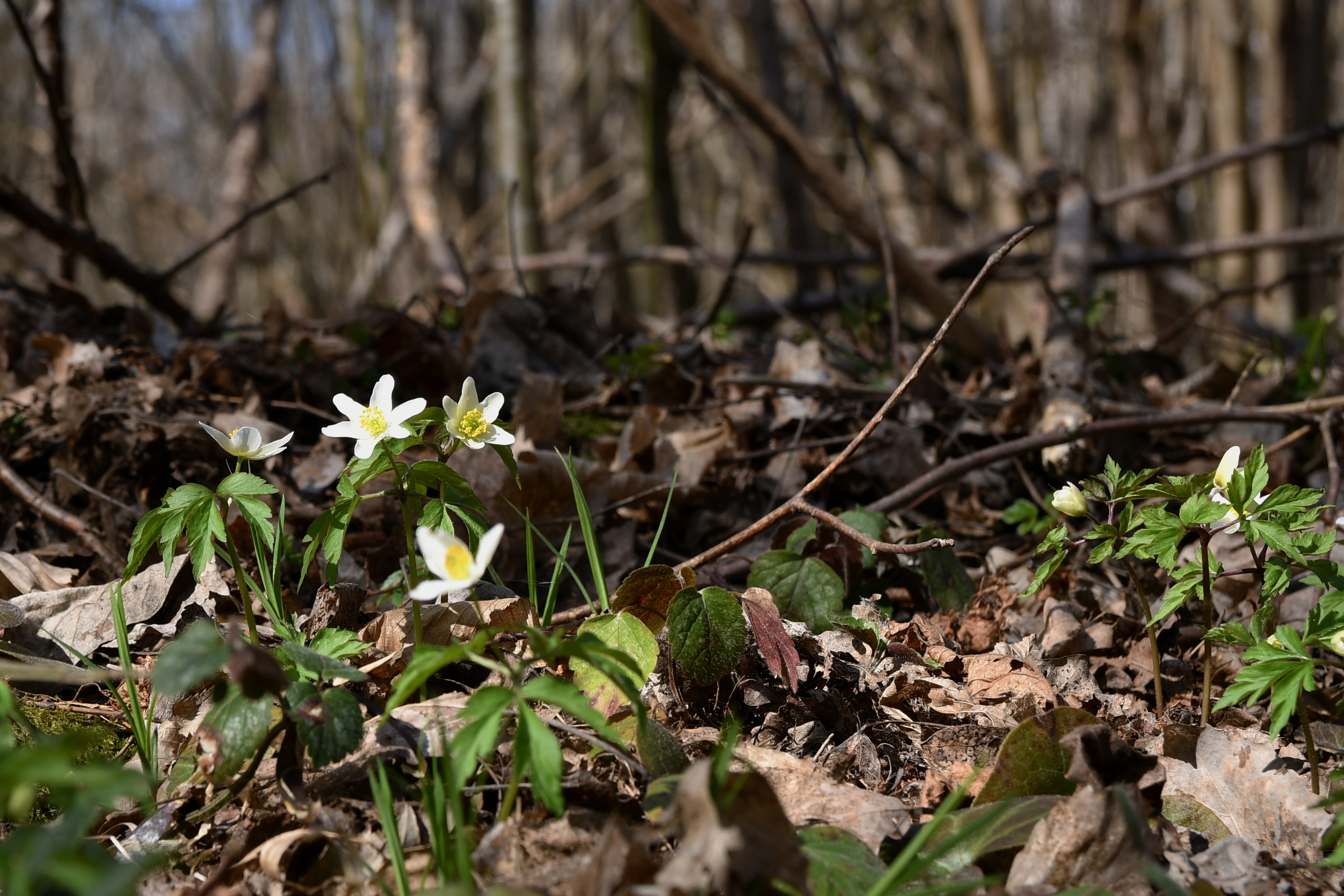
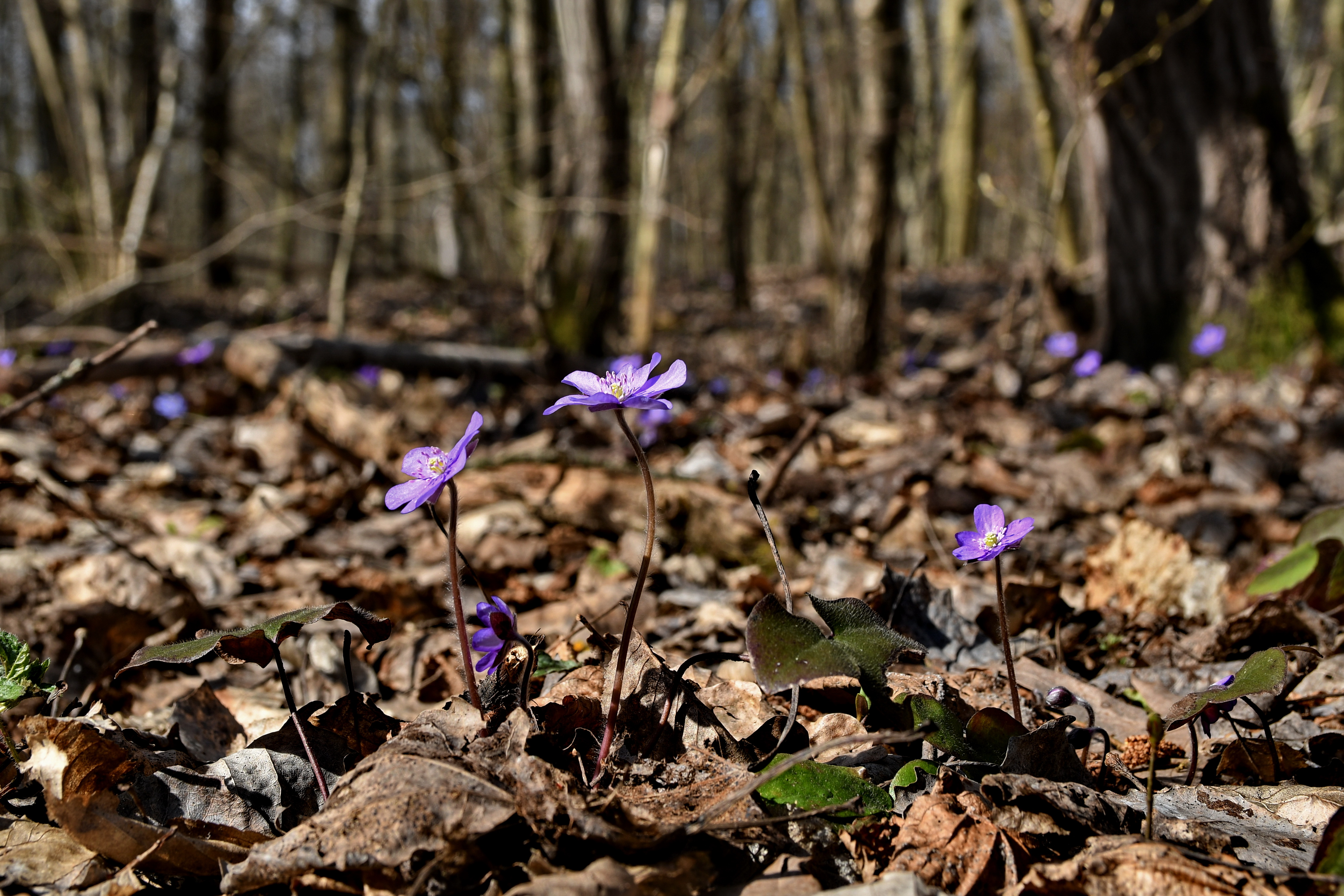
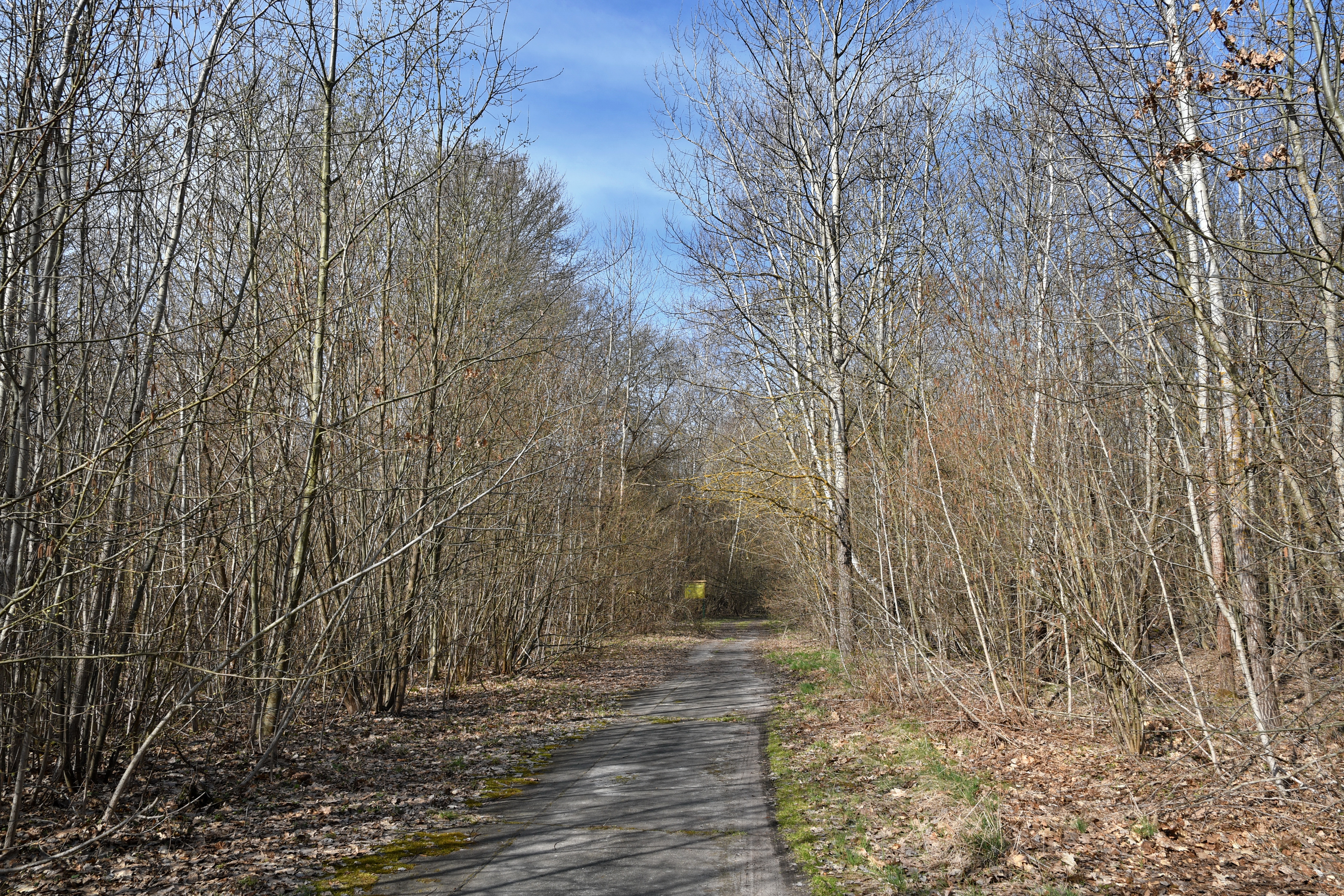